# Domaine de collision
 (mars 2017).
Si vous disposez d'ouvrages ou d'articles de référence ou si vous connaissez des sites web de qualité traitant du thème abordé ici, merci de compléter l'article en donnant les références utiles à sa vérifiabilité et en les liant à la section « Notes et références ».
Un domaine de collision est une zone logique d'un réseau informatique où  les paquets de données peuvent entrer en collision entre eux, en particulier avec le protocole de communication Ethernet.
Un domaine de collision peut être un seul segment de câble Ethernet, un seul concentrateur ou même un réseau complet de concentrateurs et de répéteurs.

## Description
Généralement, un concentrateur forme un seul domaine de collision alors qu'un commutateur ou un routeur en crée un par port, ce qui réduit les risques de collision. 
Lorsque l'Ethernet est utilisé en mode full-duplex, il n'y a plus de domaine de collision, car aucune collision n'est possible.